# Biểu tình Belarus 2020–2021
Biểu tình Belarus 2020–21, còn gọi là Cách mạng dép hoặc Cách mạng chống gián, là một loạt các cuộc biểu tình chính trị chống lại chính phủ Belarus và tổng thống Alexander Lukashenko. Các cuộc biểu tình này là một phần của phong trào dân chủ Belarus, bắt đầu xảy ra trước và trong cuộc bầu cử tổng thống Belarus năm 2020, trong đó Lukashenko tìm kiếm nhiệm kỳ thứ 6 tại vị.
Ngày 14 tháng 8, Sviatlana Tsikhanouskaya khẳng định mình đã thắng cuộc bầu cử tổng thống với khoảng 60–70% số phiếu và thông báo thành lập hội đồng điều phối, cho phép tất cả người dân Belarus nghĩ rằng cuộc bầu cử đã bị gian lận và chi phối tham gia.

## Bối cảnh
Ngay từ trước cuộc biểu tình, Alexander Lukashenko đã là người đứng đầu Belarus từ 1994, với thời gian tại chức là 26 năm, lâu nhất trong các nước thuộc khối Liên Xô cũ. Ông được gọi là "nhà độc tài cuối cùng" của châu Âu, không có chống đối thực sự nào trong năm cuộc bầu cử trước đó. Dưới lãnh đạo chuyên chế của ông, chính quyền liên tục đàn áp các phong trào đối lập.
Lukashenko đối mặt với sự phản đối lớn hơn của công chúng về cách xử lý đại dịch COVID-19, khi không công nhận sự nghiêm trọng của nó. Trong số năm cuộc bầu cử mà Lukashenko giành được, chỉ cuộc bầu cử đầu tiên được các giám sát quốc tế cho là tự do và công bằng.
Trong chiến dịch tranh cử tổng thống, ứng cử viên tổng thống Tsikhanouskaya đã tuyên bố rằng người dân Belarus phải tìm cách bảo vệ lá phiếu của họ. Do đó, tất cả các cuộc biểu tình chống lại Lukashenko đều "không có thủ lĩnh".

## Trước bầu cử

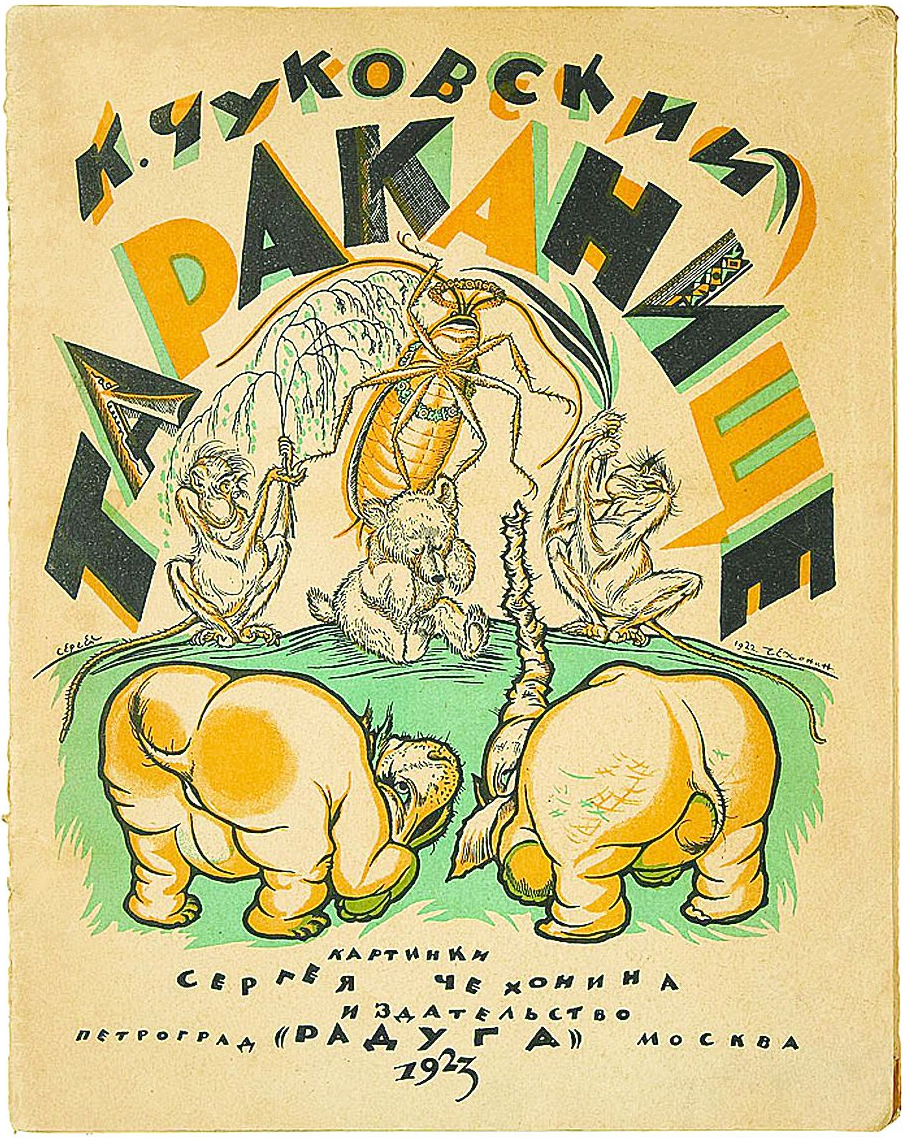
Biệt danh "con gián" cho Lukashenko xuất phát từ bài đồng dao Tarakanishche (Con gián khổng lồ) của Korney Chukovsky năm 1921

Phong trào bắt đầu từ doanh nhân và blogger Siarhei Tsikhanouski. Anh so sánh Lukashenko với con gián trong bài đồng dao Con gián quái vật bởi Korney Chukovsky. Câu chuyện gốc, xuất bản năm 1923, nói về một loài côn trùng độc tài nhưng yếu ớt và thời gian cai trị ngắn của nó đã gieo rắc sợ hãi lên khắp các loài vật khác. Câu chuyện đã được so sánh với Bộ quần áo mới của hoàng đế. Trong bài thơ gốc, con gián cuối cùng bị ăn bởi một con chim sẻ, còn Tsikhanouski đề cậo đến cái dép tông đạp chết con gián.
Tsikhanouski đi khắp Belarus, phỏng vấn nhiều người ngẫu nhiên, và đăng tải các video lên kênh YouTube của anh, Strana Dlya Zhizni (Đất nước suốt đời). Trong hầu hết các cuộc phỏng vấn, người dân không đồng tình với chính phủ lâm thời và Alexander Lukashenko.
Tsikhanouski bị bắt giữ tháng 5 năm 2020 bởi chính quyền Belarus, anh bị cáo buộc là thế lực nước ngoài can thiệp.
Vào tháng 6 năm 2020, các cuộc biểu tình trên đường phố chống lại Lukashenko đã diễn ra. Một số ứng cử viên đối lập đã đăng ký cho cuộc bầu cử tiếp theo do phong trào, nhưng nhiều người trong số họ đã bị bắt.
Vào ngày 19 tháng 6, Lukashenko tuyên bố rằng đã "ngăn chặn một âm mưu đảo chính ", dẫn đến việc bắt giữ đối thủ chính của phe đối lập Viktar Babaryka. Theo thông tin do CNN cung cấp, Babaryka tuyên bố rằng cáo buộc hối lộ và tham nhũng đã bị làm sai lệch và vụ bắt giữ có động cơ chính trị nhằm ngăn cản mình giành chiến thắng trong cuộc bầu cử. Các nhà hoạt động đối lập, nhà báo và blogger cũng đã bị bắt giữ trong chiến dịch đàn áp. Nhóm nhân quyền Viasna ước tính khoảng 1.300 người đã bị giam giữ vì biểu tình từ đầu tháng 5 đến đầu tháng 8.
Lukashenko đã tuyên bố rằng các cuộc biểu tình của phe đối lập là một phần của âm mưu của nước ngoài, cho rằng các cuộc biểu tình là một âm mưu do người nước ngoài dàn dựng, những người có thể là người Mỹ, NATO, Nga hoặc Ukraine. Vợ của Tsikhanouski, Sviatlana Tsikhanouskaya, đã đăng ký làm ứng cử viên trong cuộc bầu cử sắp tới sau khi Babaryka bị bắt.
Các cuộc biểu tình đã dẫn đến những gợi ý rằng xung đột có thể kéo dài trong các tháng và leo thang thành bạo lực. Nó có thể phát triển thành một cuộc cách mạng toàn diện, giống như cách các cuộc biểu tình Euromaidan biến thành một cuộc cách mạng ở Ukraine vào năm 2014. Quỹ Marshall Đức, một công ty cố vấn của Mỹ, lưu ý rằng các cuộc biểu tình đang lan rộng hơn, và đàn áp tàn nhẫn hơn, so với những cuộc biểu tình trước đó tại Belarus.
Tổ chức An ninh và Hợp tác châu Âu (OSCE) nói rằng họ sẽ không giám sát cuộc bầu cử năm 2020 vì tổ chức này không được mời bởi chính phủ nước này. Đây là lần đầu tiên kể từ năm 2001, Văn phòng Tổ chức Dân chủ và Nhân quyền (ODIHR) của OSCE sẽ không giám sát các cuộc bầu cử ở Belarus. OSCE đã không công nhận bất kỳ cuộc bầu cử nào ở Belarus là tự do và công bằng kể từ năm 1995, và chính phủ đã cản trở các phái bộ giám sát bầu cử của OSCE trong nước.

### Chiến dịch tổng thống

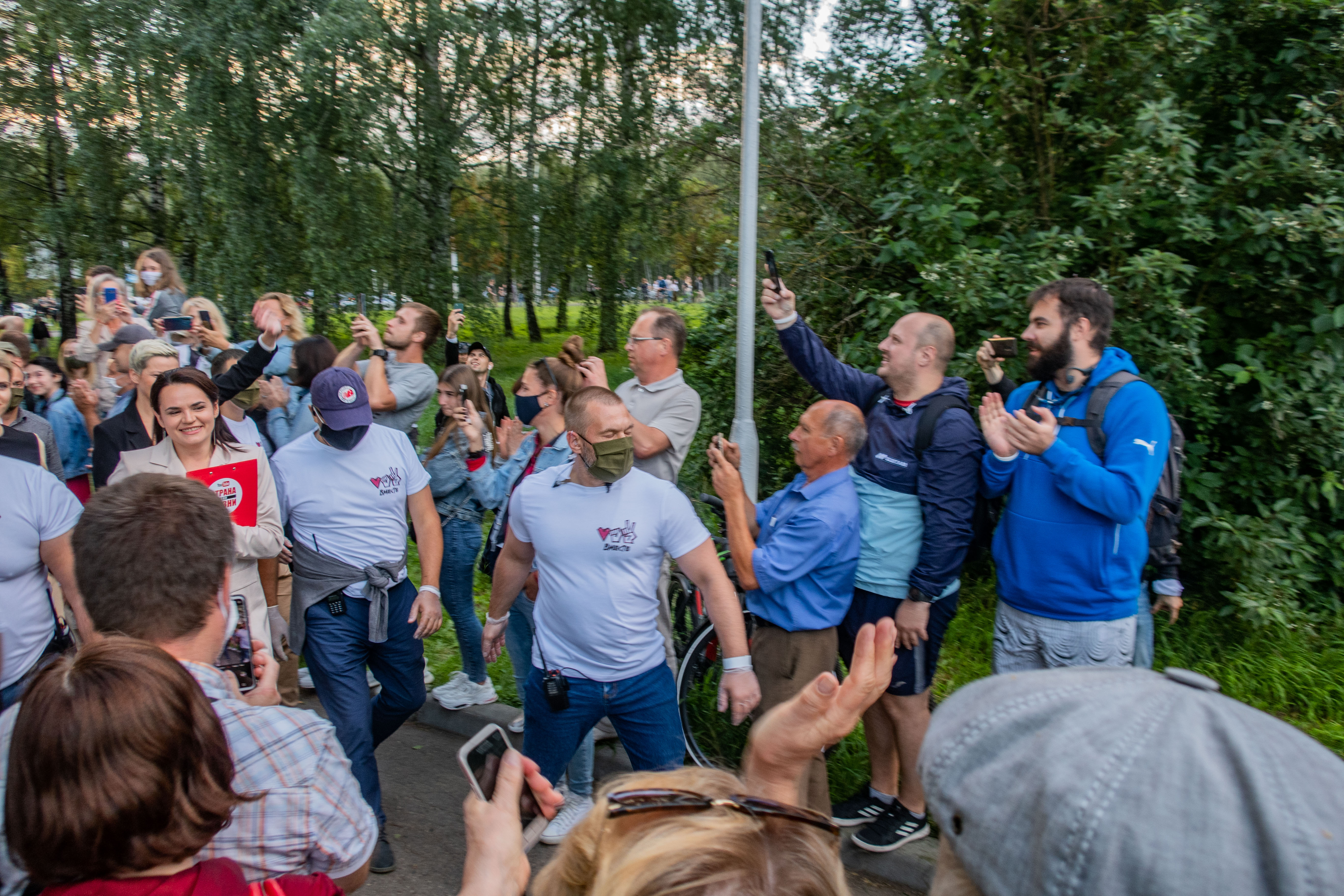
Ứng cử viên đối lập Svetlana Tsikhanouskaya tại Minsk ngày 30 tháng 7

Ngày 29 tháng 7, 33 người được cho là lính đánh thuê của Nhóm Wagner, một công ty quân sự tư nhân của Nga, bị bắt giữ tại một viện điều dưỡng gần thủ đô Minsk. Lukashenko cáo buộc Nga nói dối về những "lính đánh thuê" bị bắt, nói rằng "Đến nay vẫn không có chiến tranh, không súng đạn, cò súng chưa kéo, nhưng một âm mưu thảm sát ở trung tâm của Minsk là rõ ràng". Giới chức Belarus khẳng định lãnh đạo đối lập đã bị bắt, Siarhei Tsikhanouski, đang hợp tác với Nga để làm suy yếu Belarus. Trong số những người bị bắt, 32 người bị trục xuất về Nga ngày 14 tháng 8 mặc cho một yêu câu dẫn độ họ của Ukraine.
Ngày 30 tháng 7, một cuộc tụ tập của ứng cử viên tổng thống Svetlana Tikhanovskaya được phép diễn ra tại Công viên Tình bạn ở Minsk. Theo các nhà hoạt động nhân quyền, cuộc diễu hành có khoảng 63.000 người tham gia.
Ngày 6 tháng 8, khoảng 5.000 người biểu tình ôn hòa đổ ra đường phố của Minsk, vẫy cờ trắng kêu gọi bầu cử công bằng và tự do. Trong tuần đầu tiên của tháng 8, hàng ngàn người Belarus đã biểu tình phản đối Lukashenko trong các thành phố và thị trấn khắp Belarus.

## Ngày bầu cử
Ngày 9 tháng 8 năm 2020, tất cả đường và lối vào Minsk bị chặn bởi cảnh sát và quân đội từ sáng sớm.
Đến giữa ngày, Internet tại Belarus bị chặn một phần.Giới chức chính phủ nói nguyên dân là do một cuộc tấn công từ chối dịch vụ xuất phát từ bên ngoài Belarus. Mặt khác, chuyên gia IT độc lập khẳng định Beltelecom, công ty Internet độc quyền ở Belarus, và các tổ chức chính phủ đã sử dụng công nghệ deep packet inspection (DPI) hay điều hướng giao thông, và có thể trục trặc với thiết bị là nguyên nhân thật sự. Telegram là ứng dụng nhắn tin tức thời duy nhất hoạt động.
Tối ngày 9 tháng 8, truyền hình chính phủ Belarus chiếu kết quả kiểm phiếu, cho thấy một chiến thắng áp đảo khi mà Lukashenko được 80,23% số phiếu bầu, còn Tsikhanouskaya chỉ nhận được 9,9%. Cách biệt lớn đến mức ngay cả những người ủng hộ chính phủ cũng cảm thấy khó mà tin vào kết quả này. Điều này khiến người ủng hộ Tsikhanouskaya đổ ra đường ở tất cả các thành phố lớn ở Belarus, như là Brest, Minsk, Vitebsk, Grodno, Mazyr, Pinsk, Gomel, và Babruysk. Cuộc biểu tình ôn hòa đến giữa đêm, nhưng tại Minsk, tình hình leo thang dẫn đến đụng độ giữa một số người và cơ quan chức năng. Người dân bắt đầu dựng rào chắn để ngăn xe trên đường. Số người biểu tình tại Minsk khó được ước tính do họ rải rác khắp thành phố.
Đến đêm, sau khi dẹp những đám đông lớn, cảnh sát bắt đầu truy đuổi những nhóm người biểu tình nhỏ lẻ khắp Minsk trong vài giờ đồng hồ. Cuộc đụng độ leo thang trên khắp Belarus. Giới chức nước này đã dùng đến gậy, đạn cao su, lựu đạn bi chì, súng nước, và hơi cay để dập tắt cuộc biểu tình. Ở Brest, người biểu tình dần dần tản đi, để lại đám đông khoảng 200–300 từ con số 5.000 người trước đó.
Đây là một trong những cuộc biểu tình lớn nhất từ khi Belarus giành độc lập. Lực lượng an ninh đã bắt giữ khoảng 3.000 người trong đêm. Nhiều người biểu tình bị thương nặng, ít nhất 50 người phải nhập viện, một số trong tình trạng nguy kịch, và một người đã thiệt mạng.
Một người nói bị bắt giữ trong khi chờ kết quả bầu cử gần địa điểm bỏ phiếu. Tại Minsk, khoảng 20 người bị bắt khi tụ tập gần trường thứ 86 sau khi trạm bỏ phiếu đóng cửa. Có nguồn tin cho biết họ chịu từ 10 đến 25 ngày trong tù. Ở Baranavichy, hai linh mục Công giáo bị bắt cùng nhiều người khác trong khi chờ kết quả ở địa điểm bỏ phiếu.

## Sau bầu cử

### Tuần 1 (10–16 tháng 8)

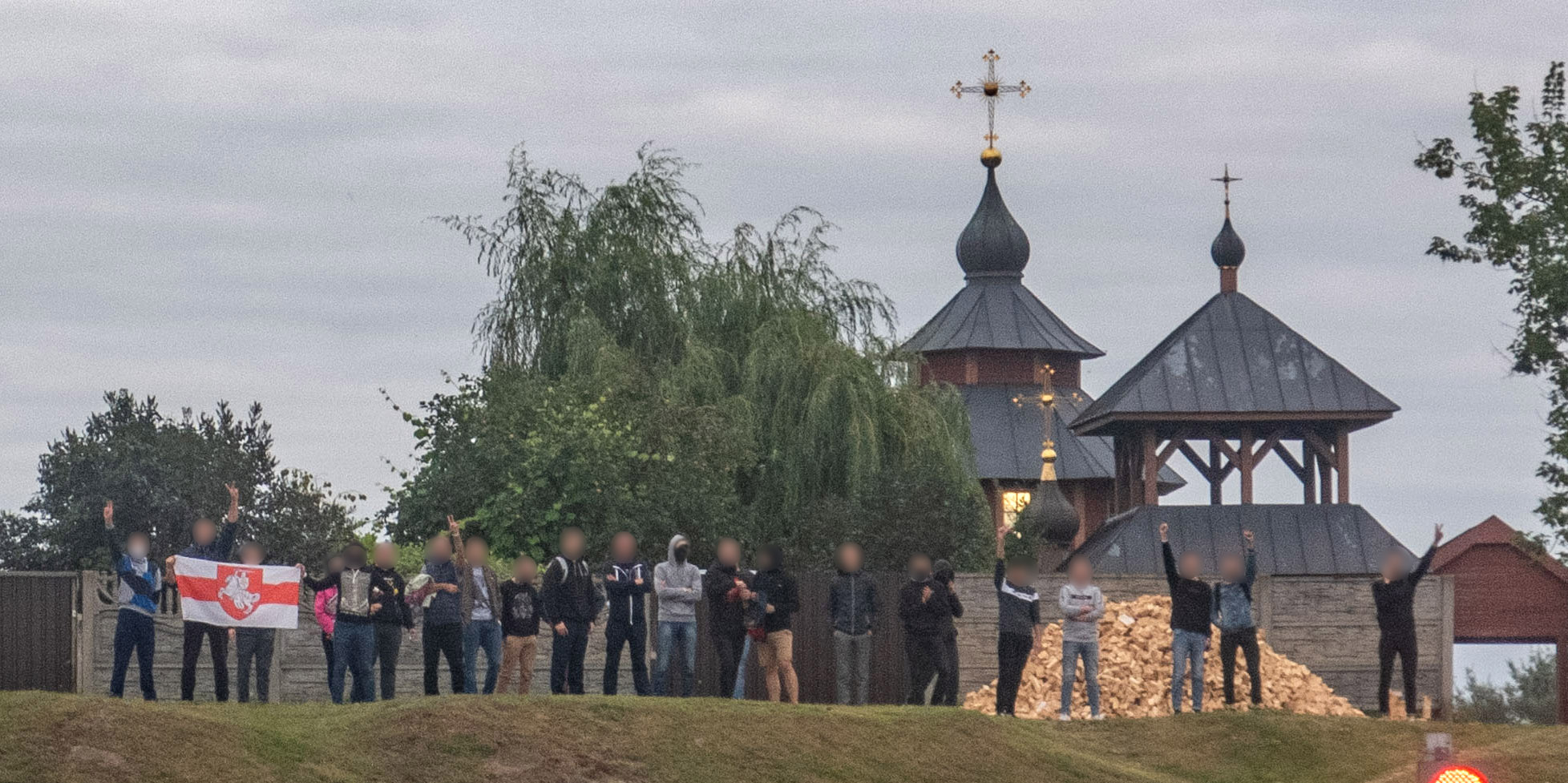
Người biểu tình tại một nhà thờ ở Minsk ngày 12 tháng 8

Sáng sớm ngày 10 tháng 8, người dân bắt đầu đem hoa tưởng niệm nơi một người đã chết đêm hôm trước. Quan chức địa phương không xác nhận cái chết. Ủy ban Bầu cử Trung ương (CEC) thông báo kết quả bầu cử.
Đến tối, biểu tình đã lan ra tất cả những thành phố lớn tại Belarus, bao gồm Brest, Homiel, Hrodna, Mahiliou, Viciebsk, Baranavichy, Maladzyechna, Navahrudak, Novopolotsk, Zhodzina. Tại Minsk, người biểu tình đổi chiến thuật, thay đổi vị trí liên tục, tương tự như chiến thuật được dùng trong cuộc biểu tình năm 2019–20 tại Hồng Kông.. Người biểu tình chắn một khu vực quanh Chợ Riga ở trung tâm của Minsk. Lực lượng chính quyền đáp trả bằng hơi cay và lựu đạn gây choáng.
Cảnh sát, lính nội bộ, và đội đặc vụ "Almaz" chống khủng bố cùng đàn áp cuộc biểu tình ở Minsk. Súng nước được dùng gần chợ Riga, và đạn cao su được dùng rộng rãi khắp nơi.
Ngày 11 tháng 8, biểu tình tiếp tục diễn ra ở Minsk và các thành phố lớn khác. Đạn cao su và lựu đạn choáng được dùng ở nhiều nơi. Đêm ngày 11 tháng 8, cảnh sát đã bắt giữ hơn 1.000 người, đưa tổng số người lên ít nhất 4.000. Đồng thời có ít nhất 50 người phải nhập viện.
Khi biểu tình đang diễn ra khắp Belarus, ứng cử viên tổng thống đối lập Sviatlana Tsikhanouskaya đăng tải một video rằng cô đã rời Belarus để đến Litva. Cô buộc phải rời đi trước mối đe dọa của chính phủ Belarus. Trước đó cô đã gửi đơn kiến nghị lên CEC, nhưng bị bắt giữ trong bảy giờ đồng hồ.

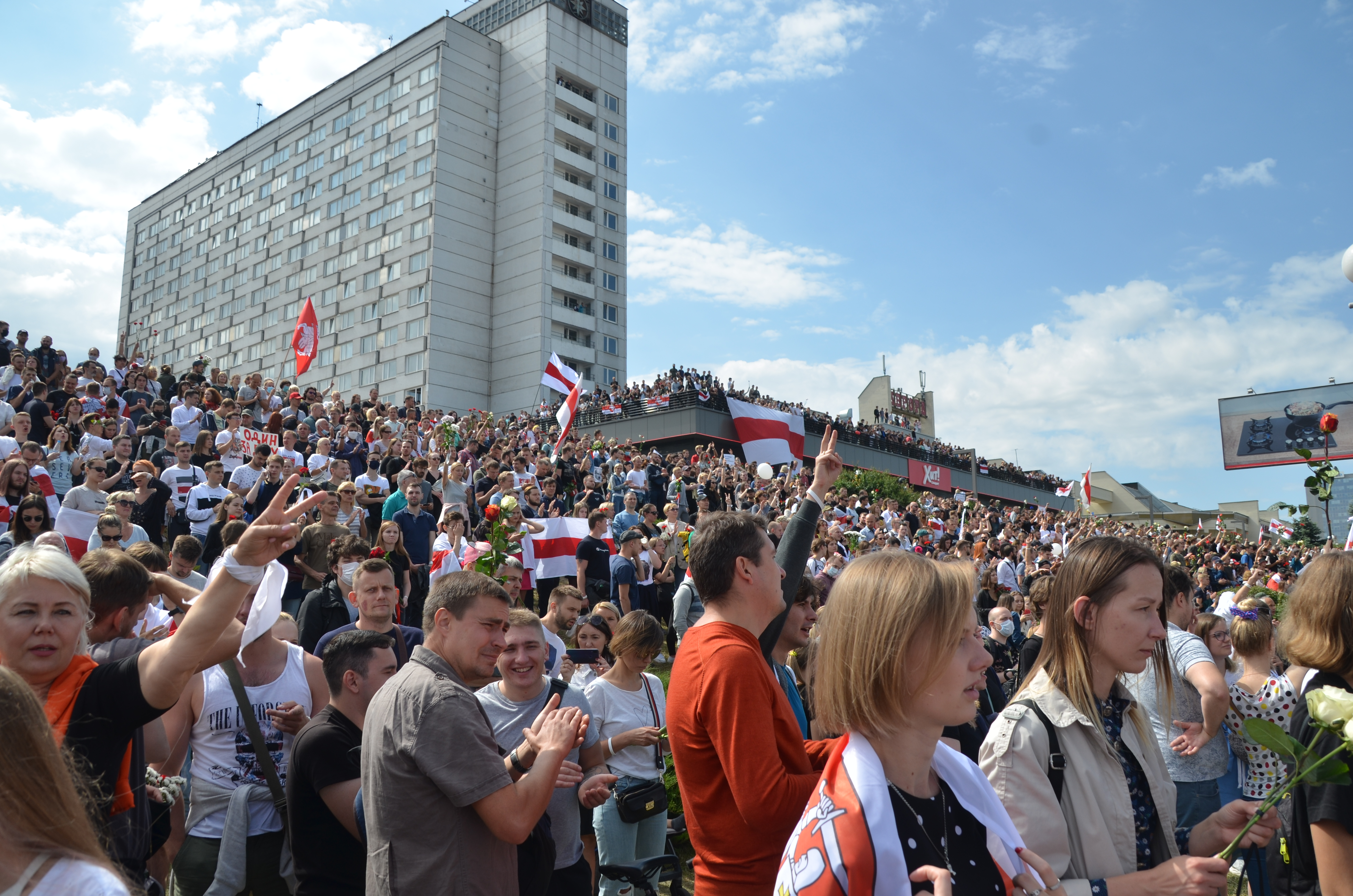
Người biểu tình tại Minsk ngày 15 tháng 8

Ngày 12 tháng 8, người dân tại Minsk bắt đầu xếp hàng trên đường để biểu tình phản đối chính phủ. Phần lớn người biểu tình là phụ nữ mặc đồ trắng. Cựu thành viên của quân đội, cảnh sát và lực lượng đặc nhiệm cũng tham gia vào phong trào phản đối bằng cách đăng tải video ném đồng phục vào bãi rác, chỉ trích hành động tàn bạo của lực lượng an ninh, kêu gọi chính quyền nghe theo người dân.
Vào cùng ngày, Bộ trưởng Bộ Nội vụ Belarus thừa nhận đã dùng đạn thật với người biểu tình ở phía Tây của Minsk, với lý do người biểu tình dùng gậy kim loại, khiến một người bị thương nặng.
Ngày 13 tháng 8, nhiều hàng người biểu tình chống bạo lực cảnh sát xuất hiện, bao gồm hàng ngàn người phụ nữ mặc đồ trắng. Công nhân một số nhà máy của nhà nước cũng tổ chức đình công.
Đã có một số báo cáo về sai phạm ở những nhà tù Belarus, bao gồm thiếu chỗ trầm trọng, đánh tù nhân, thậm chí cả tra tấn.
Ngày 14 tháng 8, biểu tình ôn hòa tiếp tục diễn ra. Người dân lao động của Công ty Máy kéo Minsk tham gia biểu tình trước Tòa nhà Chính phủ ở Minsk. Một cuộc diễu hành diễn ra với những băng rôn ghi rằng có đến 16.000 người tham gia cuộc biểu tình. Một nhóm lính gác tòa nhà cũng hạ thấp khiên chắn, "có vẻ như đồng tình với người biểu tình". Ngoài ra có nhiều trường hợp cảnh sát đồng thuận, thậm chí là ủng hộ, người biểu tình.
Ngày 15 tháng 8, biểu tình tiếp tục trên toàn Belarus. Kênh truyền hình của nhà nước lần đầu tiên chiếu cảnh đường phố Belarus nơi diễn ra biểu tình, đồng thời phát một đoạn tưởng niệm người thiệt mạng ngày 10 tháng 8. Associated Press công bố một video cho thấy khoảnh khắc Alexander Taraikovsky bị giết.
Một số nguồn tin cho biết chính quyền Tổng thống Lukashenko đã hỏi đại diện Kremlin về khả năng Lukashenko trốn thoát sang Nga. Ngoài ra, Nga được cho là đã thừa nhận việc Lukashenko từ chức là có thể xảy ra. Biên tập viên của trang web chống chính phủ Hiến chương 97 khẳng định binh lính Nga đang tập trung ở biên giới Belarus–Nga, chuẩn bị trong trường hợp tấn công. Có nguồn tin nói rằng cả Lukashenko và Tổng thống Nga Putin đều tin rằng mọi vấn đề sẽ mau qua đi, và Lukashenko bác bỏ việc trợ giúp của nước ngoài.
Biểu tình ôn hòa cũng diễn ra ở một số nơi khác, bao gồm Moscow nơi gần 400 người mặc đồ trắng tụ tập gần Đại sứ quán Belarus để ủng hộ phong trào tại nước này.

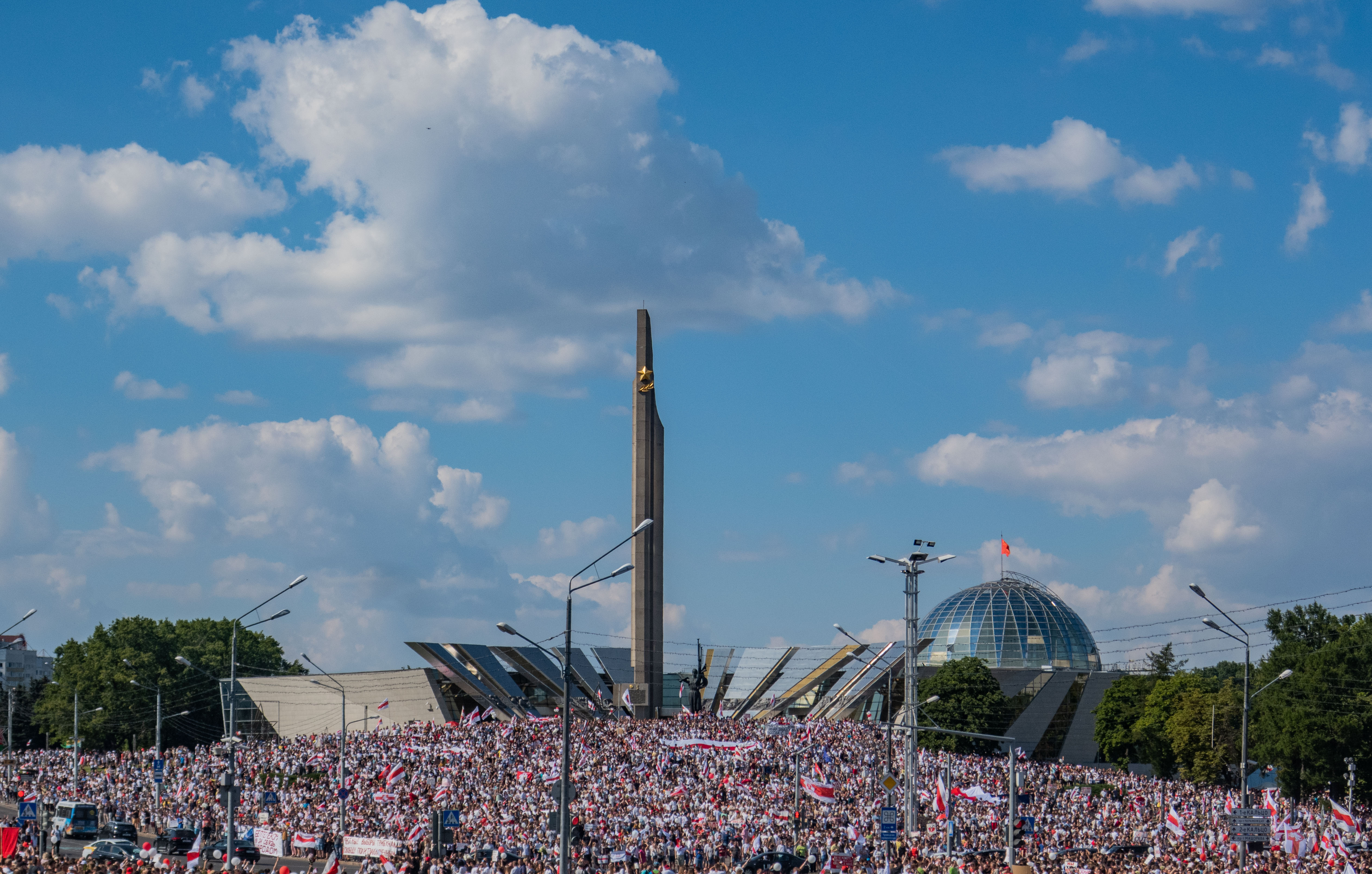
Đoàn người biểu tình tại Minsk, 16 tháng 8

Ngày 16 tháng 8, những người ủng hộ Lukashenko đi xe buýt vào Minsk từ nhiều nơi khắp đất nước trong một buổi tụ tập ủng hộ tổng thống, Bộ Nội vụ Belarus khẳng định có 65.000 người tại buổi tụ tập, nhưng theo trang tut.by, ước tính số người tham dự chỉ khoảng 14.000 đến 31.000 người. Trong một bài phát biểu với những người ủng hộ, Lukashenko nói ông sẽ không từ chức; khẳng định NATO đang huy động "sức mạnh quân sự trên biên giới phía tây", điều mà NATO bác bỏ. Lukashenko also rejected calls for fresh elections. NATO rejected Lukashenko's claims. Ngay trước bài phát biểu, Lukashenko gọi cho Tổng thống Nga Putin lần thứ hai trong vòng hai ngày.
Những phe đối lập kêu gọi một cuộc "Diễu hành Toàn quốc vì Tự do" tại Minsk và những thành phố khác trên toàn bộ Belarus. Người biểu tình tập trung trước những tòa nhà chính phủ và yêu cầu thả mọi tù nhân chính trị, đồng thời xét xử những người chịu trách nhiệm giết và tra tấn người biểu tình, và yêu cầu Alexander Lukashenko từ chức. Ước tính có khoảng 100.000–220.000 người tham gia biểu tình tại Minsk, nhiều người mang cờ trắng sọc đỏ. Báo chí Belarus đưa tin những người mặc đồ thường dân tự tiện bắt giữ người biểu tình sau buổi tụ tập ở Minsk. Tối hôm đó, Thủ tướng Belarus, Syarhey Rumas, người bị sa thải bởi Lukashenko vào tháng 6 năm 2020, đã đăng tải một thông điệp ủng hộ người biểu tình phản đối Lukashenko trên tài khoản Instagram của mình.

### Tuần hai (17–22 tháng 8)
Lukashenko thông báo rằng một lữ đoàn không quân sẽ thao diễn bất ngờ dài 1 tuần bắt đầu từ ngày 17 tháng 8 ở phía tây Belarus trước khi nói rằng lực lượng NATO đang "ở cánh cổng" và đe dọa an ninh quốc gia, yêu cầu Tổng thống Putin hỗ trợ quân sự. Sáng sớm ngày 17 tháng 8, một số binh lính được thấy là đang hướng về Minsk trên xa lộ M1 "Belarus" tại Nga.
Ngày 17 tháng 8, Lukashenko khi phát biểu tại Nhà máy máy kéo bánh xe Minsk đã bị la ó và phản đối. Ông nói người nghe rằng sẽ không có một cuộc bầu cử khác chừng nào ông còn sống. Một chương trình phát thanh của truyền hình nhà nước cho thấy một cái bàn trống khi mà các dẫn chương trình truyền hình đình công. Sviatlana Tsikhanouskaya đăng tải một video, trong đó cô nói đã sẵn sàng lãnh đạo một chính quyền chuyển giao và tổ chức một cuộc bầu cử mới, tự do và công bằng. Lukashenko công nhận rằng một cuộc bầu cử sớm có thể được tổ chức nếu một hiến pháp mới được chấp thuận, sau khi nó được soạn thảo và thông qua trưng cầu dân ý. Thủ tướng Belarus Roman Golovchenko và nội các từ chức ngày 17 tháng 8 năm 2020 theo quy định của hiến pháp sau mỗi cuộc bầu cử.
Cùng ngày 17 tháng 8, Ukraine cho gọi đại sứ tại Minsk về nước. Pavel Latushko, lãnh đạo của Nhà hát Quốc gia Janka Kupala tại Minsk và là nguyên Bộ trưởng Văn hóa, người từng phản đối bạo lực và thể hiện sự ủng hộ cho cuộc biểu tình, đã bị sa thải bởi Bộ Văn hóa Belarus. Các thợ mỏ của Belaruskali ở Salihorsk đình công, và BMZ Steel Works tại Zhlobin ngừng các lò luyện thép. Công nhân của BMZ thông báo sẽ đình công vô thời hạn nếu yêu cầu không được đáp ứng. Hàng ngàn công nhân của Minsk Tractor Works (MTZ), Minsk Automobile Works (MAZ), Minsk Motor Works (MMZ), nhà máy kỹ thuật điện Minsk (METZ) và các nhà máy khác diễu hành trong thành phố đến trụ sở của công ty truyền hình lớn nhất nước này và những địa điểm khác. Một số các nhà máy khác tạm dừng hoạt động hoặc tổ chứng biểu tình với yêu cầu chính trị, bao gồm nhà máy chế dầu Naftan và nhà máy hóa chất "Polimir" tại Novapolatsk, nhà máy kính ở Polatsk, và nhà máy phân bón Grodno-Azot.
Tính đến ngày 17 tháng 8, có 76 người được cho là đã mất tích trong các cuộc biểu tình tại Belarus, do họ không có trong danh sách những người bị bắt hay xét xử. Igor Leshchenya, đại sứ Belarus tại Slovakia, người ủng hộ cuộc biểu tình, nói rằng ông không nghĩ có nguy cơ Nga can thiệp quân sự, khẳng định nước Nga có lợi ích khi "ủng hộ một cuộc bầu cử mới tự do và công bằng". Ông cũng nói một cuộc bầu cử mới chắc chắn sẽ diễn ra. Ngày hôm sau, ông Igor Leshchenya từ chức, cùng với bốn nhà ngoại giao khác.
Ngày 18 tháng 8, các công ty quốc tế trong các lĩnh vực thương mại, ngân hàng, và đồ ăn được cho là đã rút chiến dịch quảng cáo khỏi các kênh truyền hình Belarus, bao gồm kênh truyền hình nhà nước. Thủ tướng Đức Angela Merkel nói với Vladimir Putin, rằng chính phủ Belarus cần tránh sử dụng vũ lực với người biểu tình ôn hòa, lập tức thả tù nhân chính trị và bắt đầu hội thoại quốc gia. Đáp lại, tổng thống Putin cảnh cáo Merkel rằng can thiệp bên ngoài vào một nước Xô Viết cũ không được phép xảy ra. The troupe of Janka Kupala National Theater in Minsk resigned en-masse. Công nhân ở nhiều nhà máy và nhân viên bưu điện tham gia đình công.
Cơ quan điện báo Belarus phát hành một video sai lệch nhằm cho thấy người biểu tình trở nên bạo lực: ảnh từ Belarus được trà trộn với ảnh từ cuộc biểu tình năm 2019 tại Catalunya. Biểu tình ủng hộ Lukashenko diễn ra tại Mogilev, Gomel. Trong một phát biểu ngày 18 tháng 8, Thủ tướng Roman Golovchenko khẳng định, "cho đến nay, tất cả công ty trong mọi lĩnh vực của nền kinh tế đều đang hoạt động bình thường, các băng chuyền vẫn chưa dừng lại ở đâu cả".
Ngày 19 tháng 8, lực lượng OMON giải tán đám đông biểu tình tụ tập trước cổng Minsk Tractor Works, bắt giữ hai người trong số đó. 300 nhân viên của Minsk Tractor Works được cho là đã mất việc do tham gia biểu tình, nhiều người khác bị nhốt trong nhà máy. Nhiều người đã thông báo từ chức ủng hộ cuộc biểu tình và phản đối sự bạo lực của cảnh sát, bao gồm Alexei Petkevich, bác sĩ nội soi làm tại Trung tâm Y tế Lâm sàng Cộng hòa ở Minsk, Natalya Volvacheva, hiệu trưởng của trường Polotsk số 5, và nhân viên của Radio Stalitsa, thuộc Công ty Phát thanh và Truyền hình Nhà nước Quốc gia Belarus. Hơn 200 vận động viên và những người làm nghề liên quan đến thể thao, bao gồm Yelena Leuchanka, Nikolai Kozeko, Volha Mazuronak, Maryna Arzamasova, Aliaksandra Ramanouskaya, Stepan Popov, và nhiều người khác, ký một lá thư đến Alexander Lukashenko, yêu cầu hủy kết quả của cuộc bầu cử và thả tất cả những người biểu tình và tù nhân chính trị bị bắt giữ. Tổ chức Theo dõi Nhân quyền nói hầu hết các cuộc biểu tình đều diễn ra ôn hòa và mô tả việc cảnh sát bắt giữ là sự "tàn bạo có hệ thống". Lukashenko ra lệnh cho cảnh sát dập tắt mọi cuộc biểu tình tại Minsk và đã thắt chặt kiểm soát biên giới, và mọi viên chức nhà nước được thông báo sẽ mất việc nếu tham gia biểu tình; có nguồn tin rằng người từ Nga được đưa sang để thay thế cho những người đình công.
Hai cuộc biểu tình ủng hộ Lukashenko được tổ chức tại Barysaw và Babruysk, đều có trực thăng cảnh sát với quốc kỳ bay trên đầu. Các cuộc tụ tập ủng hộ Tổng thống cũng được tổ chức tại Minsk, Luninets và Staryya Darohi. Một cuộc biểu tình gồm hàng trăm người kêu gọi "từ chức" và "thả họ ra" vào tối ngày 18 tháng 8 diễn ra ôn hòa bên ngoài Bộ Nội vụ tại Minsk mà không có cảnh sát can thiệp.

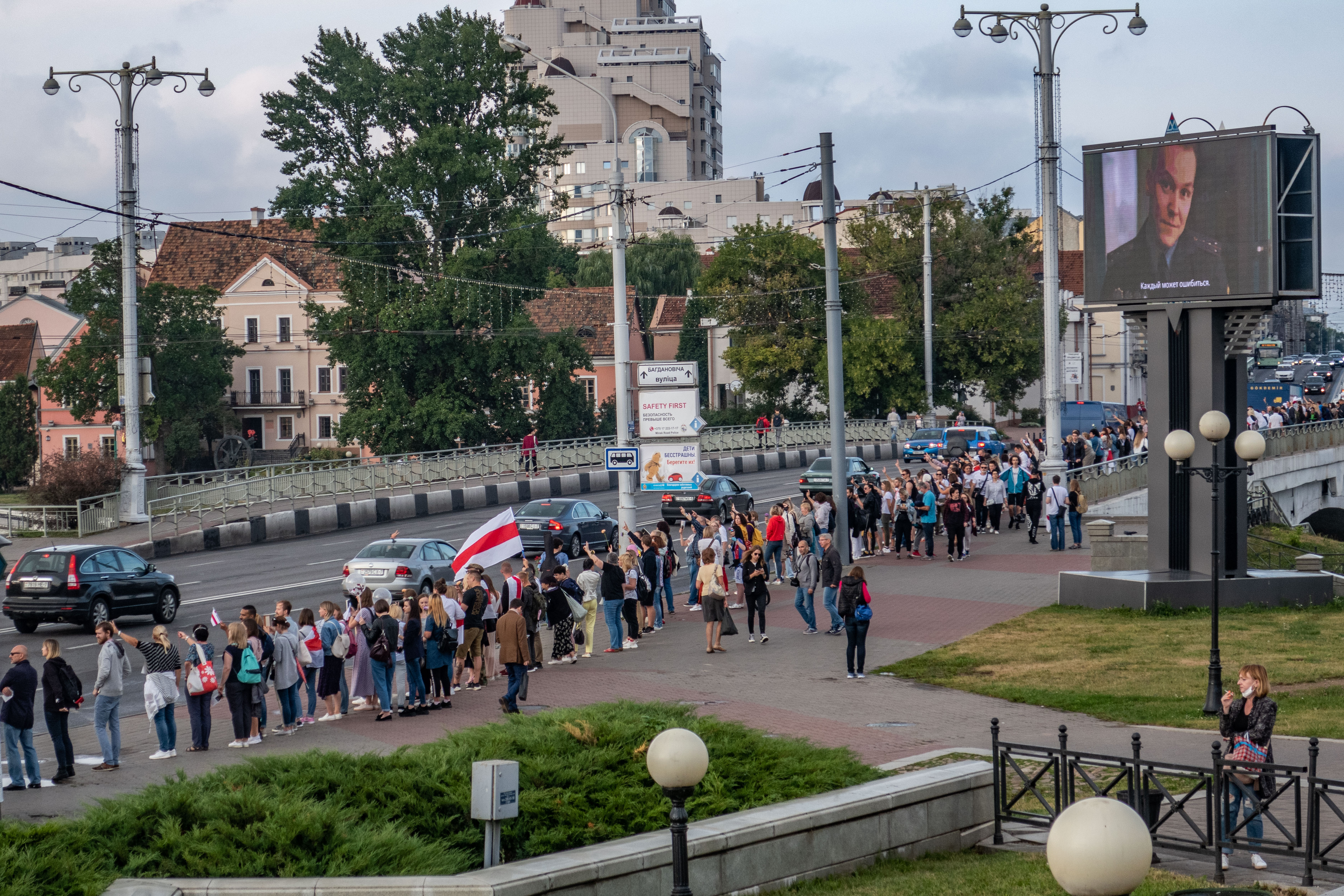
Hàng người biểu tình chống bạo lực, từ đài tưởng niệm Kurapaty đến trại giam Akrestsina, ở Minsk ngày 21 tháng 8

Ngày 20 tháng 8, Alexander Konyuk, Tổng Công tố Belarus, bắt đầu quá trình tố tụng Hội đồng Điều phối, nói tổ chức này là vi hiến. Lukashenko đã gọi một số người biểu tình là "Quốc xã". Một cuộc biểu tình ủng hộ Lukashenko diễn ra tại Quảng trường Độc lập ở Minsk, với một chiếc trực thăng mang quốc kỳ bay ở trên. Các cuộc biểu tình ủng hộ và phản đối chính phủ đụng độ nhau trước đài tưởng niệm Lenin trước tòa nhà chính phủ. Các cuộc biểu tình ủng hộ Lukashenko nhỏ lẻ xuất hiện tại Hrodna và sân vận động tại Slutsk, mang quốc kỳ và tờ rơi ủng hộ chính phủ cho người đi ngang.
Ngày 21 tháng 8, ứng cử viên tổng thống Hanna Kanapatskaya gửi đơn kiến nghị về kết quả bầu cử lên Tòa án Tối cao Belarus. Sviatlana Tsikhanouskaya tổ chức một cuộc họp báo cho truyền thông quốc tế, nói rằng cô hy vọng có cơ hội trở về Belarus an toàn, và khẩn cầu các quốc gia tôn trọng chủ quyền và kêu gọi người biểu tình đình công mặc cho "đe dọa". Chủ tịch của Liên đoàn Điền kinh Belarus, vận động viên Olympic Vadim Devyatovskiy, đăng tải trên Facebook, khẳng định Lukashenko không phải là tổng thống của mình. Người dẫn đầu đình công tại nhà máy ô tô Minsk, Yevgeny Bokhvalov, đã bị bắt giữ còn người tổ chức đình công tại nhà máy Belaruskali tại Soligorsk, Dmitry Kudelevich, bị bắt giữ và trốn thoát sang Ukraine. Thủ tướng Albania Edi Rama, chủ tịch hiện thời của Tổ chức An ninh và Hợp tác châu Âu (OSCE) nói OSCE sẽ đến Minsk để gặp chính phủ và phe đối lập nhằm tìm kiếm biện pháp hòa giải.
Ngày 22 tháng 8, Chủ tịch Ủy ban Điều hành vùng Grodno, Vladimir Kravtsov, bị sa thải bởi Lukashenko và thay thế bởi nguyên Bộ trưởng Y tế Vladimir Karanik. Lukashenko xuất hiện tại diễu hành ủng hộ chính phủ ở Grodno chiều hôm đó, kêu gọi quân đội bảo vệ biên giới phía tây Belarus, đồng thời cáo buộc Warsaw và Vilnius đứng đằng sau các cuộc biểu tình. Một số nhà báo bị bắt giữ tại cuộc biểu tình. Những người phe đối lập tổ chức diễn hành phụ nữ phản đối bạo lực cảnh sát, tập trung tại Quảng trường Độc lập nơi Maria Kalesnikava và Pavel Latushko phát biểu trước đám đông. Biểu tình phản đối chính phủ cũng diễn ra tại Grodno và Brest.

## Biểu tượng

Lá quốc kỳ cũ của Belarus, được sử dụng bởi các nhóm đối lập.

Lá cờ trắng-đỏ-trắng (quốc kỳ Belarus độc lập từ năm 1991 đến 1995), đã được sử dụng bởi phe đối lập ủng hộ dân chủ, trở thành một biểu tượng thường thấy trong các cuộc biểu tình. Vì vậy, nó đã chính thức bị chính quyền cấm, lá cờ thường xuyên bị cảnh sát tịch thu tại các cuộc biểu tình và trở thành biểu tượng cho tất cả những ai tích cực chống lại đương kim Tổng thống Belarus Lukashenko. Các biểu tượng khác được nhóm đối lập sử dụng bao gồm Quốc huy Pahonia, và bài hát Vajacki marš, từng là quốc ca của chính thể Cộng hòa Nhân dân Belarus tồn tại trong một khoảng thời gian ngắn.